# Sara Cerdas
Sara Cerdas (ur. 23 marca 1989 w Funchal) – portugalska polityk, specjalistka w zakresie zdrowia publicznego, deputowana do Parlamentu Europejskiego IX kadencji.

## Życiorys
Trenowała pływanie jako zawodniczka Clube Naval do Funchal, z powodzeniem startowała w zawodach pływackich na poziomie regionalnym i krajowym. Ukończyła studia medyczne na Uniwersytecie Lizbońskim, w ich trakcie działała w krajowych i międzynarodowych zrzeszeniach studentów nauk medycznych. Magisterium z zakresu zdrowia publicznego uzyskała na Uniwersytecie w Umeå. Podjęła też studia doktoranckie na Uniwersytecie w Sztokholmie. Pracowała w organizacjach i instytucjach zajmujących się problematyką zdrowia publicznego.
W lutym 2019 została główną kandydatką Partii Socjalistycznej z Madery w wyborach europejskich. W wyniku głosowania z maja tegoż roku uzyskała mandat eurodeputowanej IX kadencji.